# Гоголівська сільська рада (Броварський район)
Гоголівська сільська рада — орган місцевого самоврядування у Броварському районі Київської області з адміністративним центром у с. Гоголів.

## Загальні відомості
Історична дата утворення: в 1919 році.
Загальна площа землі в адмінмежах Гоголівської сільської ради — 9477,4 га.
Адреса сільської ради: 07400, Київська обл., Броварський р-н, с. Гоголів, вул. Київська, 160.

## Населені пункти
Сільській раді підпорядковані населені пункти:
- с. Гоголів
- с. Зоря

## Склад ради
Рада складається з 30 депутатів та голови.

### Керівний склад ради
| ПІБ                     | Основні відомості                                                 | Дата обрання | Дата звільнення |
| ----------------------- | ----------------------------------------------------------------- | ------------ | --------------- |
| Примак Петро Васильович | Сільський голова, 1955 року народження, освіта, безпартійний      | 26.03.2006   | 31.10.2010      |
| Примак Петро Васильович | Сільський голова, 1955 року народження, освіта вища, безпартійний | 31.10.2010   |                 |

Примітка: таблиця складена за даними джерела